# Köfte

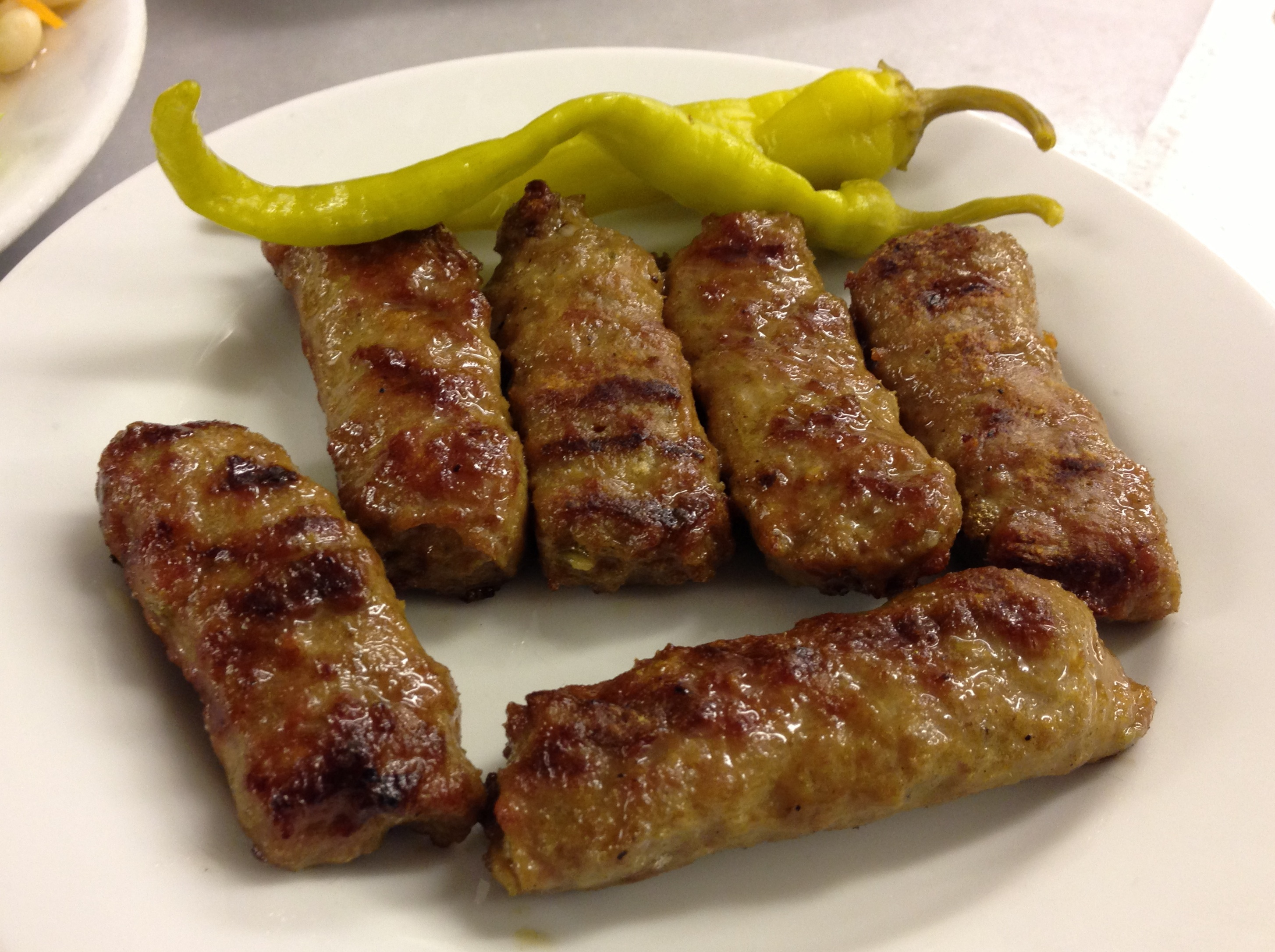
Köfte.

Köfte (köttbullar eller färsbiffar, från persiskans kufte "knådad") är ett samlingsnamn på maträtter från Iran och Turkiet gjorda på olika sorters färs. Färsen kan bestå av olika sorters kött, som av nöt, lamm eller kyckling. I vegetarisk form kan köfte göras av till exempel linser, kikärtor, bondbönor eller zucchini.
Köfte kan på svenska jämföras med köttbullar, pannbiffar eller liknande.
När köfte är gjort på spett kallas det för shish köfte (persiska för "sex knådade bitar"), och när det grillas kallas det för izgara köfte. Friterad köfte kallas för kuru köfte.
Köfte finns även i Balkan och Grekland. På Balkan kallas den för cevapi (serbiska), i Iran kufte och i indisk/pakistansk matlagning kallas den koftā.